# Léa Buet
Léa Buet (20 de marzo de 1989) es una deportista senegalesa que compitió en judo. Ganó una medalla de bronce en los Juegos Panafricanos de 2015 en la categoría de –57 kg.

## Palmarés internacional
| Juegos Panafricanos | Juegos Panafricanos               | Juegos Panafricanos | Juegos Panafricanos |
| Año                 | Lugar                             | Medalla             | Categoría           |
| ------------------- | --------------------------------- | ------------------- | ------------------- |
| 2015                | Brazzaville (República del Congo) | Medalla de bronce   | –57 kg              |